# اسکادران ۱۱۹ (اسرائیل)

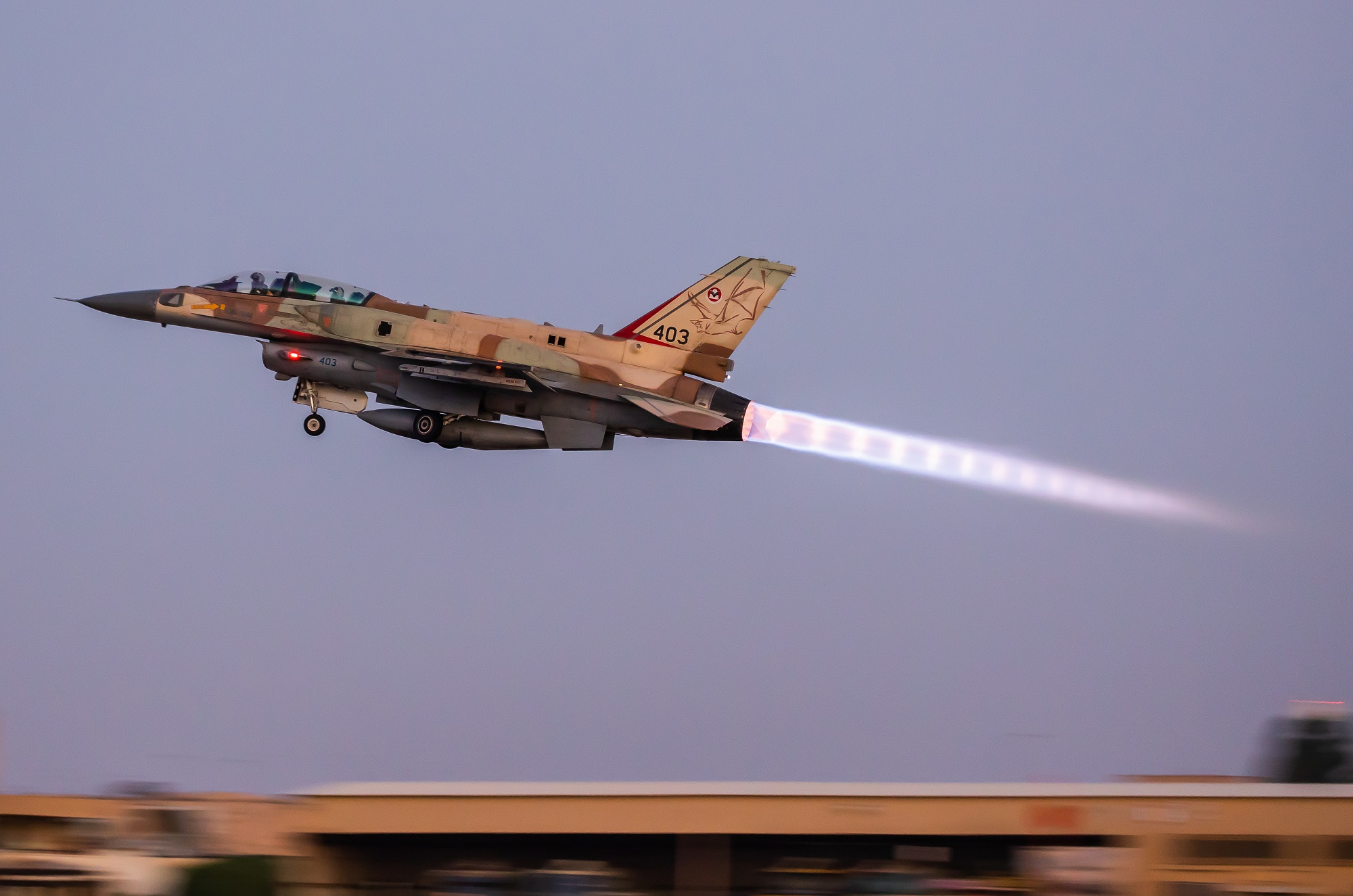
اف-۱۶ متعلق به اسکادران ۱۱۹

اسکادران ۱۱۹ (به عبری: טייסת 119) نیروی هوایی اسرائیل که همچنین به نام اسکادران خفاش نیز شناخته می‌شود یک گردان هوایی جنگنده اف-۱۶ واقع در پایگاه هوایی رامون است.

## تاریخ
اسکادران ۱۱۹ در ابتدا به جنگنده‌های اف-۴ فانتوم ۲ و سود اویاسیون واتور مجهز بود و پایگاه هوایی تل نوف را اداره می‌کرد. 
در مارس ۲۰۱۸ نیروی هوایی اسرائیل تأیید کرد که اسکادران ۱۱۹ به همراه اسکادران‌های ۶۹ و ۲۵۳ در عملیات باغ میوه شرکت داشته‌اند. در هنگام جلسهٔ توجیهی قبل از مأموریت فرمانده اسکادران در یادداشت‌های خود نوشت: این عملیات چهرهٔ خاورمیانه را تغییر خواهد داد. ”